# Comuna Băbiciu, Olt
Băbiciu este o comună în județul Olt, Oltenia, România, formată numai din satul de reședință cu același nume. Localitatea este situată pe malul drept al râului Olt, de-a lungul drumului județean DJ 642. Suprafața totală a comunei este de 2975 de hectare, iar populația, conform ultimelor date, este de 1844 locuitori.

## Etimologie
Originea numelui „Băbiciu” nu este cunoscută cu certitudine, însă o legendă populară oferă o explicație simbolică privind denumirea localității. Conform acesteia, numele ar deriva din compunerea interjecției „Ba!” și a substantivului „biciul”. Legenda povestește că, în urmă cu câteva secole, teritoriile de la nord de Dunăre erau frecvent invadate de turci și alte popoare migratoare. În timpul acestor incursiuni, satele erau incendiate, fântânile erau otrăvite, iar țăranii erau brutalizați, deseori fiind bătuți cu biciul de către invadatori. Pentru a se proteja, sătenii stăteau de veghe pe înălțimile din jurul satului, iar când observau cetele de năvălitori, strigau către cei din sat: „Ba! Biciul, ba! Vin ăștia cu biciul!” Astfel, avertizările s-au transformat, în timp, în denumirea localității.

## Istorie
Comuna Băbiciu are o istorie îndelungată, cu dovezi arheologice care atestă prezența umană încă din perioada romană. La sfârșitul secolului al XIX-lea și începutul secolului XX, arheologii care studiau traseul drumului lui Traian au identificat fragmente ale acestuia în zona unde se află astăzi cursul râului Olt.
Descoperiri arheologice importante au fost realizate și în punctul cunoscut sub denumirea „La fântâna lui Beldia”. Aici au fost scoase la lumină un vas ceramic datat în secolele II–III, cărămizi romane și o statuetă din bronz de origine romană, care au fost păstrate o perioadă în colecția școlii generale din localitate.
Prima atestare documentară cunoscută a satului datează din 6 septembrie 1598, când Mihai Viteazul a emis un hrisov prin care își întărea posesiunea asupra a 23 de sate din fostul județ Romanați, printre care se regăsea și Băbiciu.
De-a lungul istoriei sale, localitatea Băbiciu a avut o structură administrativă diferită față de cea actuală. În trecut, comuna era alcătuită din mai multe sate și cătune, după cum urmează (de la nord la sud):
- Cândeni – situat la nord, era întins pe moșia familiei boierești Candea. Țăranii din acest cătun au fost împroprietăriți în anul 1864. Zona corespunde astăzi cu teritoriul cuprins între intrarea în sat și Strada Bujorului.
- Babiciul-Moșnenesc (sau Moșteni) – era locuit exclusiv de moșneni (țărani liberi). Se întindea de la Strada Bujorului până în centrul actual al satului.
- Babiciul-Episcopesc – parte a domeniilor bisericești. Țăranii de aici au fost împroprietăriți în mai multe etape: în anii 1864, 1879 și 1893. Zona corespunde astăzi cu teritoriul dintre centrul satului și Strada Hotarului.
- Preajba de Câmp – întinsă din Strada Hotarului până spre limita cu comuna Scărișoara. Numele provine, conform unor surse etimologice, din termenul dialectal oltenesc „preajbă”, însemnând „iarbă de calitate slabă, bălării”, având origine slavă. Această zonă a fost parte a moșiei banului Brâncoveanu, iar împroprietăririle au avut loc în aceleași etape istorice (1864, 1879, 1893). La începutul secolului XX, descendenții familiei Brâncoveanu au vândut restul moșiei către locuitorii satului.

În prezent, comuna Băbiciu este formată doar din satul de reședință cu același nume, însă moștenirea istorică a satelor și cătunelor din trecut este încă vizibilă în toponimia și structura așezării.

### Băbiciu în secolul XVIII
Actuala amplasare a localității Băbiciu nu coincide cu cea originară. De-a lungul timpului, așezarea a fost împinsă spre vest, în poziția actuală, ca urmare a modificărilor de curs ale râului Olt și a inundațiilor repetate. Conform tradiției și a unor dovezi cartografice, localitatea era situată inițial mai spre răsărit, în zona în care astăzi se află albia actuală a râului Olt.

Acest fapt este confirmat și de prima hartă de inspecție militară a armatei habsburgice, datată în anul 1790. Analiza coordonatelor geografice din acea hartă indică faptul că punctul care marca așezarea Băbiciu se suprapune cu zona ocupată în prezent de cursul Oltului, sugerând că satul a fost nevoit să se retragă de-a lungul vremii pentru a evita distrugerile provocate de inundații.

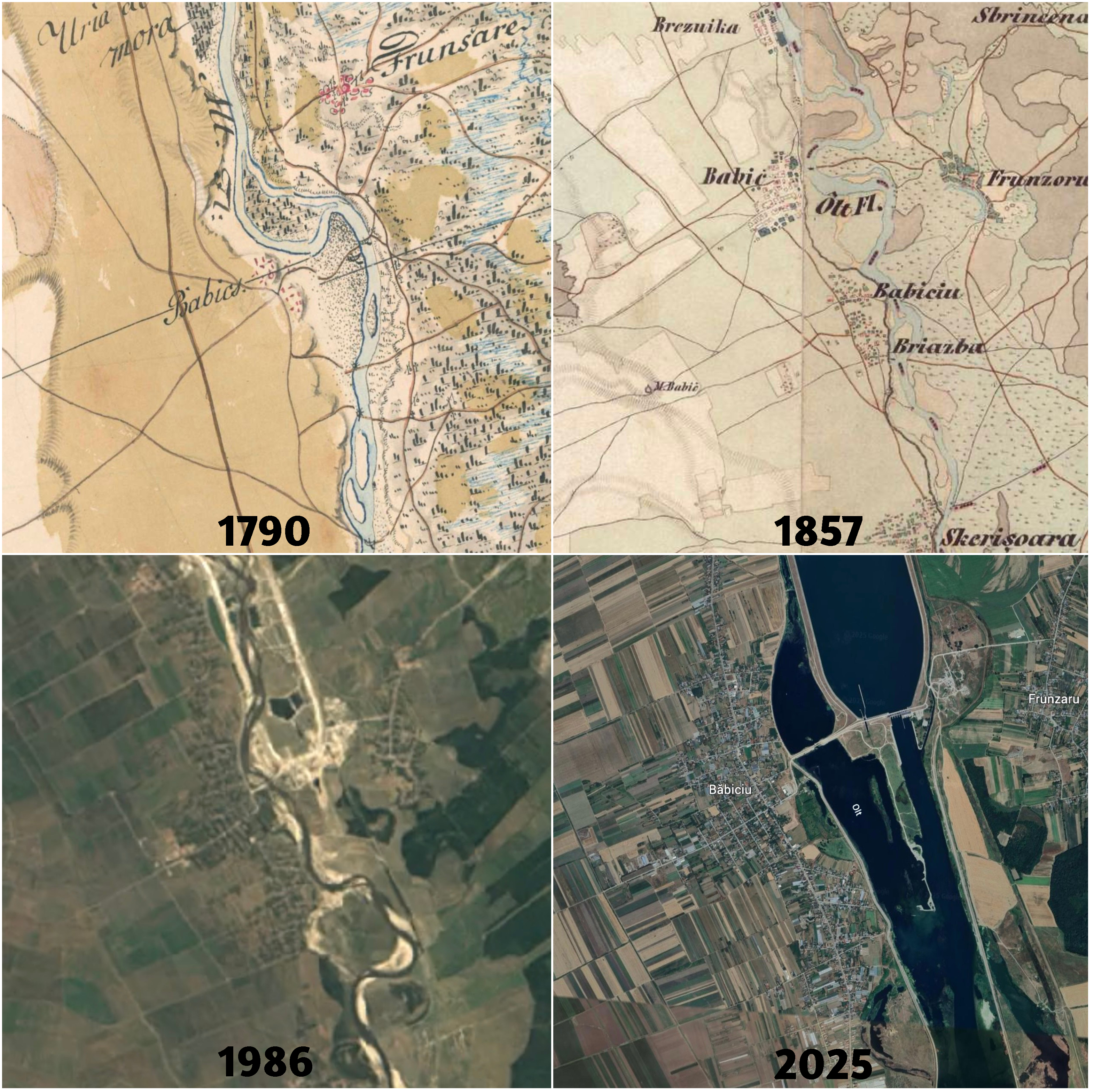
Evolutia Băbiciului

### Băbiciu în secolul XIX
O perspectivă prețioasă asupra satului Babiciu la sfârșitul secolului al XIX-lea ne este oferită de două surse complementare: evocarea literară semnată de Ștefan Ricman, publicată în „Adevărul Literar și Artistic” (1934), și descrierea riguroasă din „Dicționarul Geografic al județului Romanați” (1889), redactată de Constantin I. Locusteanu.
Imagine vie și autentică a satului Băbiciu din ultimul sfert al secolului al XIX-lea ne este oferită de articolul semnat de Ștefan Ricman, publicat în „Adevărul Literar și Artistic” în anul 1934. Articolul, structurat sub forma unei evocări orale, redă povestirile unui bătrân localnic – moș Petre Broboană – despre satul său natal așa cum era „în vremurile fericite dinainte de război”, când viața curgea simplu, tihnit și fără griji.
La sfârșitul secolului al XIX-lea, Babiciu trăia sub semnul unei tihne patriarhale, departe de grijile și zbuciumul lumii moderne. Era un sat de moșneni liberi, oameni care nu cunoscuseră robia conacelor boierești și care își trăiau viața în echilibru cu natura, cu anotimpurile și cu rânduiala locului. Oamenii aveau gospodării închegate, cai buni la căruțe, vii întinse cât vedeai cu ochii și cirezi de vite care pășteau nestingherite pe pajiști bogate. Nu se simțea nevoia avuției ostentative – confortul era simplu, dar îndestulător.
În acele vremuri, viața curgea în ritm domol, iar munca, deși prezentă, nu era apăsătoare. Pământul roditor cerea puțin și oferea mult, iar oamenii semănau doar cât le trebuia pentru traiul zilnic. Viile, cu viță românească oloagă, dădeau vin din belșug, adăpostit în crame săpate în pământ, unde oricine, trecător sau vecin, putea bea un gât cu cuviință, punând apoi surcelul la loc, semn de respect și încredere reciprocă.
Iarna, satul nu dormea. Se aprindeau sobele oarbe în bordeie, iar vecinii se strângeau la clacă – să cioplească piese de căruță, să depene amintiri ori să-și întărească legăturile de neam și prietenie. Vinul curgea din oale, iar poveștile despre turci, muscali și isprăvile tinereții treceau din gură în gură, între râsete, sfadă și, uneori, câte o păruială încheiată cu uitare și împăcare a doua zi.
Un element spectaculos al acestei epoci era modul în care caii erau crescuți: în semi-sălbăticie, pe pășunile largi ale Oltului. Trăiau liberi, se hrăneau și se apărau singuri, formând cercuri de protecție împotriva lupilor. Armăsarii făceau zid în jurul iepelor și mânjilor, bătând cu copitele în fiare, comportament descris cu emoție și mândrie de moș Petre.
Comerțul se realiza prin drumuri lungi până la schela de la Islaz, înainte de apariția portului Corabia. Carele de lemn, cu roți scârțâitoare, transportau grâne și alte produse. Călătoriile implicau frecvent popasuri la hanuri, unde vinul și voia bună făceau parte din drum, uneori chiar în detrimentul încărcăturii. Cu toate acestea, oamenii rămâneau solidari și gospodari, iar fiecare bănuț câștigat avea o valoare aparte.
Potrivit dicționarului geografic, în anul 1889, Babiciu era o comună rurală situată în plasa Ocolul, în județul Romanați, pe malul drept al Oltului, la o altitudine de 100 metri deasupra nivelului mării. Comuna era compusă din satele Cândeni, Băbiciul-Moștenesc, Băbiciul-Episcopesc și Preajba-de-Câmp, având o populație totală de 1646 de locuitori (864 bărbați și 782 femei). Din rândul acestora, doar 54 de persoane aveau știință de carte, în timp ce restul, 1592, erau analfabete — o situație tipică pentru mediul rural din epocă.

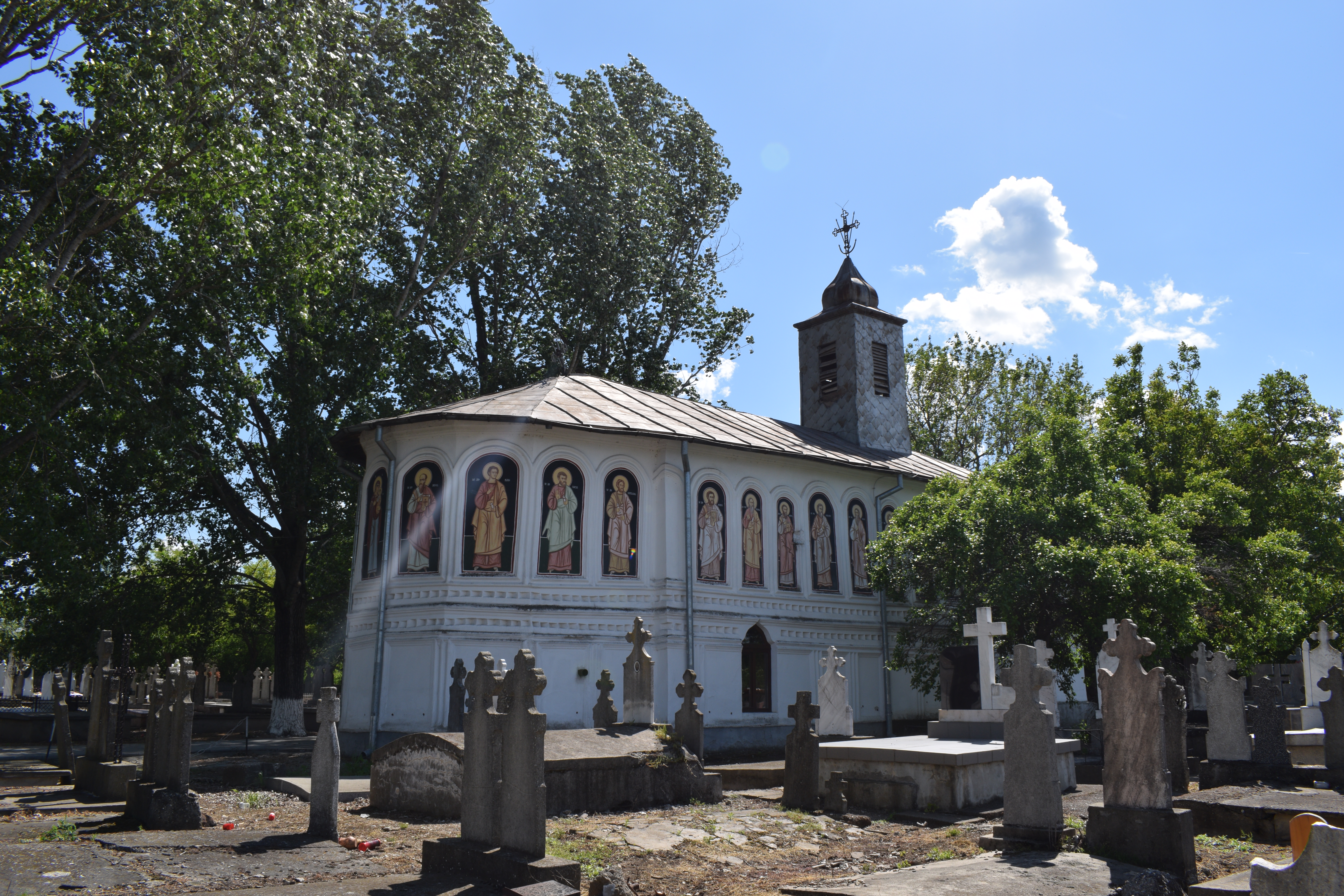
Biserica Sf. Dumitru Băbiciu (1808)

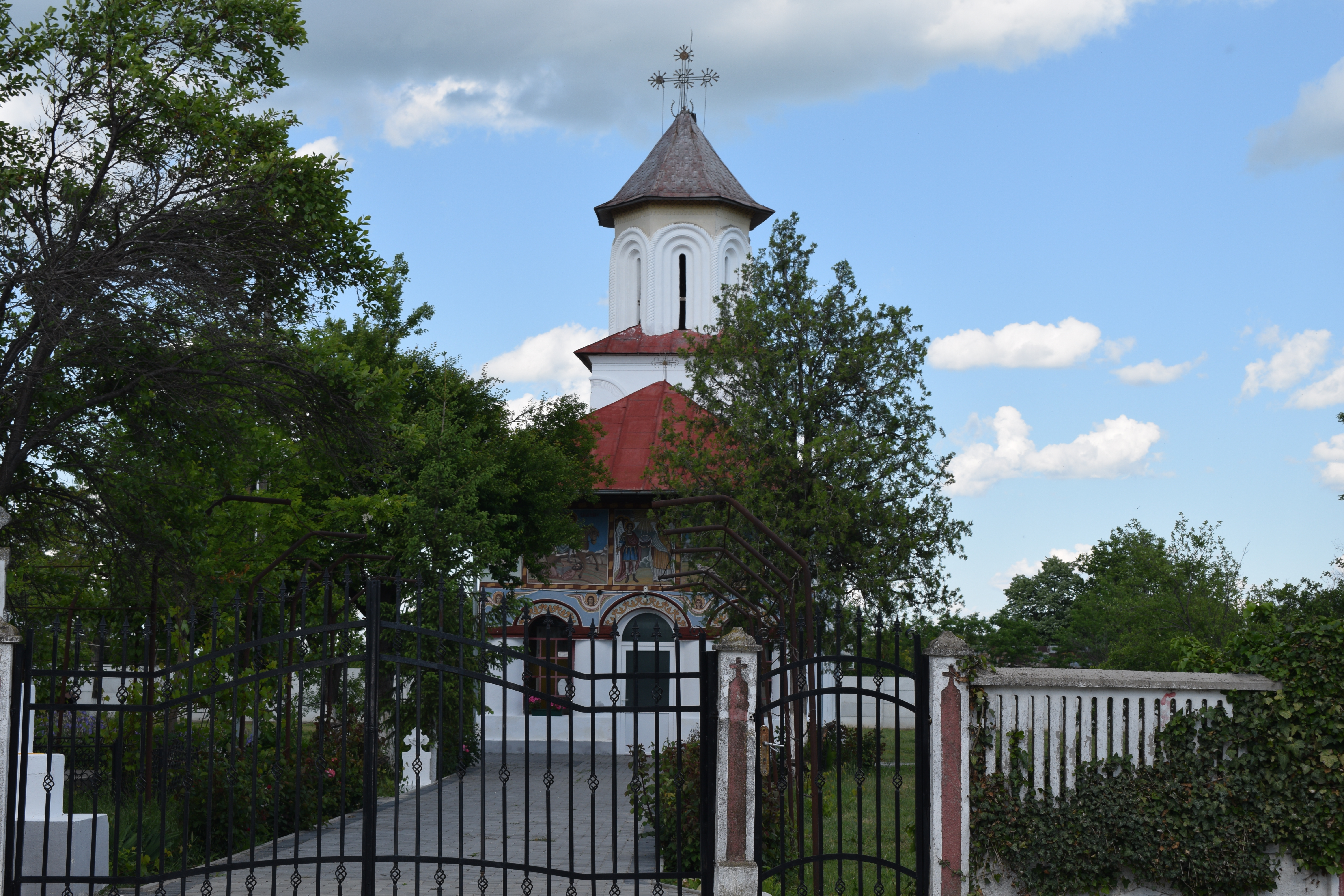
Biserica Sf. Voievozi Băbiciu (1833)

Viața economică a satului era strict agricolă, „singurul mijloc prin care locuitorii își câștigau traiul”, conform autorului. Agricultura era completată de creșterea animalelor: în 1887 existau în Babiciu 1488 de vite mari, 3583 de oi și miei, respectiv 269 de porci. Activitatea comercială se organiza în jurul a două bâlciuri anuale, ținute pe proprietatea statului, în zilele de 20 iulie și 26 octombrie, ambele cu o durată de trei zile și cu o tradiție ce data „din timpul lui Tudor Vladimirescu” (1817) dar și în jurul celor 8 cârciumi existente la acea vreme. Aceste târguri contribuiau la dinamismul economic local, adunând negustori și producători din zonă.
Din punct de vedere social și religios, comunitatea era deservită de două biserici: una închinată Sfântului Dumitru, construită în 1808, și alta cu hramul Sfinții Voievozi, datând din 1833, având împreună doi preoți și patru cântăreți bisericești. Exista și o școală, fapt ce atestă începuturile preocupării pentru educație în comunitate, chiar dacă nivelul de alfabetizare era încă foarte redus.

### Băbiciu în secolul XX
Comuna Băbiciu a traversat în secolul XX o serie de transformări semnificative, reflectând procesele de modernizare agrară, reformele sociale și influențele regimurilor politice succesive.
La începutul secolului, gospodăriile erau încă marcate de specificul rural tradițional. Multe dintre locuințe aveau încă structura de bordei sau erau construite din chirpici. Ulterior, în special după 1920, în localitate au început să fie ridicate case din zid, cu mai multe încăperi, acoperite cu tablă și, mai târziu, cu țiglă, influențate de arhitectura urbană. Familiile mai înstărite, chiaburii vremii, dețineau pluguri cu tracțiune animală, care mari și unelte agricole moderne pentru acea vreme, reflectând o agricultură relativ dezvoltată, axată în principal pe cultura grâului și a porumbului.
Din punct de vedere administrativ și demografic, Băbiciu era o comună de dimensiuni medii, cu 2674 de locuitori în anul 1928. De asemenea, comuna dispunea de două școli (una de băieți construită în 1904 și una de fete construită în 1927 ), o primărie, o bancă populară numită “TInerimea” și două cooperative: “Zorile” și “Sf. Ilie”.

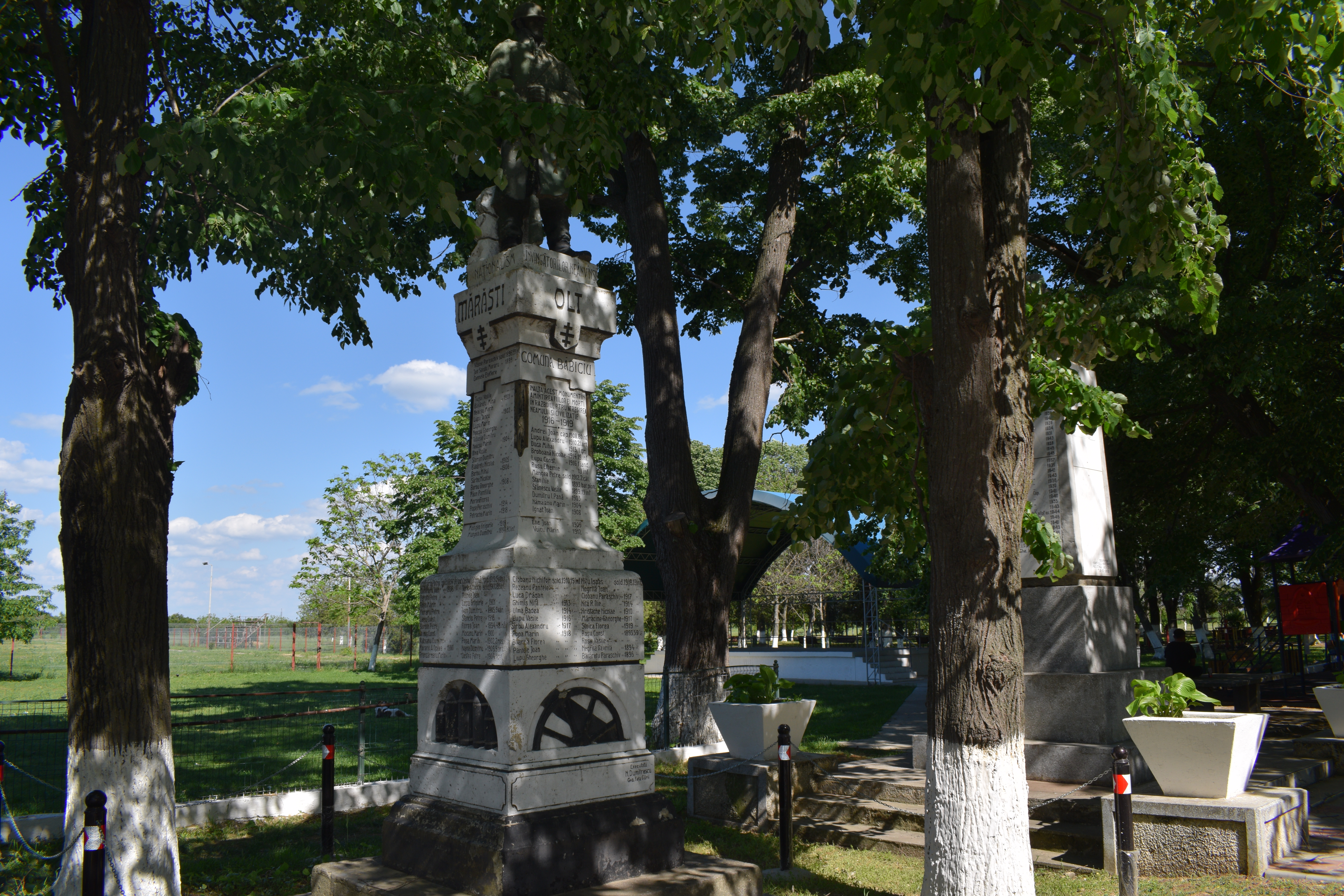
Monumentele din centrul comunei Băbiciu

Un eveniment de importanță locală a avut loc în anul 1925, când, în cadrul unei acțiuni comemorative organizate de Căminul Cultural „Luceafărul”, au fost plantați 140 de tei în centrul localității, în memoria eroilor căzuți în Primul Război Mondial. Fiecare arbore purta o tăbliță cu numele unui erou. Tot în această perioadă a fost ridicat și un monument comemorativ dedicat acestora, aflat și astăzi în centrul comunei.
După încheierea celui de-Al Doilea Război Mondial, a fost ridicat un al doilea monument, în cinstea locuitorilor comunei căzuți pe front. În timpul conflictului, trupele germane au fost cazate în gospodăriile celor înstăriți, în baza unor chirii. Această perioadă a fost urmată de instaurarea regimului comunist, care a adus schimbări majore în structura proprietății și viața cotidiană.
În anii 1960, colectivizarea agriculturii a fost aplicată și în Băbiciu, în mod forțat. Mărturiile locale descriu sechestrarea familiilor și presiuni asupra gospodarilor pentru a semna cereri de aderare la gospodăriile agricole colective. Proprietățile agricole și animalele au fost cedate către stat, iar gospodăriile individuale au fost integrate în sistemul agricol colectivizat.
Tot în această perioadă, satul cunoștea o viață socială activă: copiii se jucau pe ulițe, iar duminicile tineretul local participa la hora din poiană, acompaniată de lăutarii satului. Aceste obiceiuri s-au diminuat treptat după migrarea tinerilor către orașe, în special în contextul dezvoltării industriale comuniste.
În anii ’80, a fost demarat un proiect de infrastructură de anvergură în zonă: construcția barajului de pe Olt, a hidrocentralei și ecluzei, precum și lucrări de diguire a râului. Aceste intervenții au schimbat relieful și au influențat activitatea agricolă.
După căderea regimului comunist în decembrie 1989, în Băbiciu a avut loc procesul de retrocedare a terenurilor către foștii proprietari sau moștenitorii acestora. Anul 1996 a marcat reluarea comemorărilor eroilor, prin renovarea monumentului din centru, plantarea a încă 124 de tei pe aleea dedicată acestora și inaugurarea unei scene în aer liber. Din acel an, se organizează anual „Sărbătoarea Teiului”, un eveniment dedicat memoriei colective și comunității.
Secolul XX a fost pentru Băbiciu o perioadă de tranziție profundă: de la satul tradițional la colectivizare și apoi la reconstrucție postcomunistă. Transformările sociale, politice și economice au lăsat urme durabile, dar și repere care structurează identitatea localității până în prezent.

### Băbiciu în secolul XXI
Intrarea în secolul XXI a adus schimbări profunde în structura socială, economică și administrativă a comunei Băbiciu, reflectând tendințele generale ale satului românesc contemporan. În urma procesului de migrație început în ultimele decenii ale secolului XX, comuna a cunoscut o scădere constantă a populației, în special prin plecarea tinerilor către marile orașe din țară sau în străinătate, în căutarea unor oportunități economice mai bune. Astfel, în primii ani ai noului mileniu, s-a conturat un profil demografic tot mai îmbătrânit.
După retrocedarea terenurilor agricole către foștii proprietari sau urmașii acestora, economia locală a cunoscut o perioadă de reconstrucție și diversificare. Locuitorii s-au reorientat în special către legumicultură, domeniu care s-a dezvoltat rapid și a devenit principala sursă de venit pentru numeroase familii. Pe suprafețe întinse, în special în solarii, se cultivă roșii, ardei, vinete și varză, în timp ce pepenii galbeni și pepenii verzi sunt plantați în câmp, profitând din plin de condițiile climatice și de sol favorabile. De asemenea, câțiva agricultori au reușit să creeze exploatații de mari dimensiuni, extinse la zeci sau chiar sute de hectare, axate pe cultivarea grâului, porumbului, rapiței și orzului — culturi cerealiere care asigură stabilitatea economică a acestor ferme.

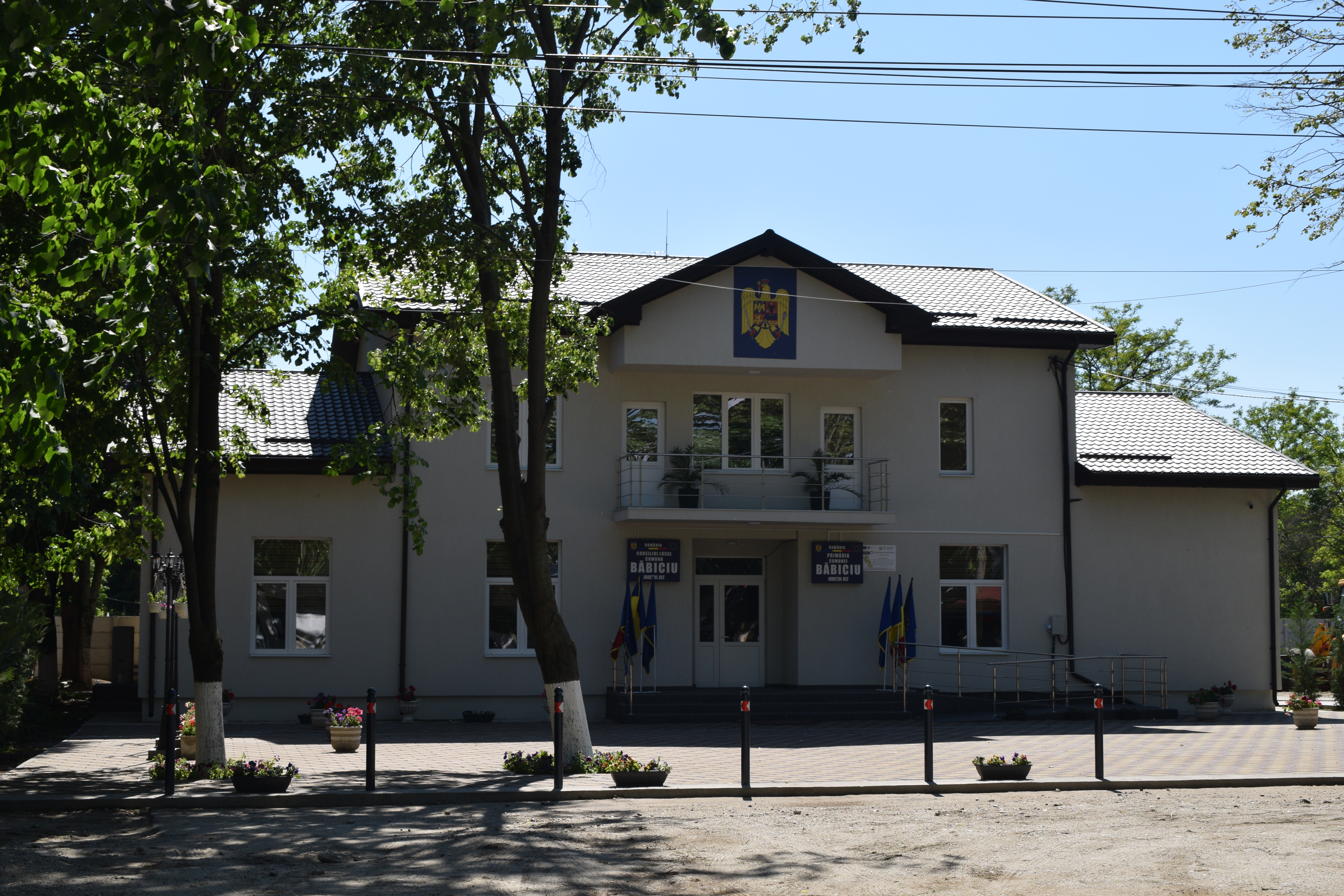
Primăria comunei Băbiciu

Pe plan edilitar, comuna a cunoscut o serie de modernizări semnificative. Toate drumurile sătești au fost asfaltate, clădirile instituțiilor publice renovate, iar locația târgului săptămânal – cu o veche tradiție în zonă – a fost reamenajată pentru a răspunde nevoilor actuale. Începând cu anul 2023, au fost demarate lucrările pentru introducerea rețelelor de apă potabilă și canalizare, un pas important în direcția ridicării nivelului de trai.
În 2025 a fost inaugurată noua clădire a Primăriei, un simbol al unui efort de continuare a modernizării. În centrul civic s-a dezvoltat o zonă de agrement complexă, continuând tradiția „poienii” de odinioară. Această zonă cuprinde astăzi un parc modern, un stadion de fotbal, o zonă de fitness în aer liber, un loc de joacă pentru copii, spații pentru activități comerciale și recreative, precum și scena în aer liber, utilizată pentru spectacole și manifestări culturale.
În același spațiu central se păstrează cu respect cele două monumente dedicate eroilor comunei, ridicate în memoria celor căzuți în cele două războaie mondiale. Înconjurate de bătrânii tei plantați în 1925 și de cei adăugați în 1996, aceste monumente rămân repere de identitate și memorie colectivă. Din anul 1996, în fiecare vară se organizează „Sărbătoarea Teiului”, eveniment care adună localnici și foști fii ai satului într-o manifestare de omagiu și continuitate.

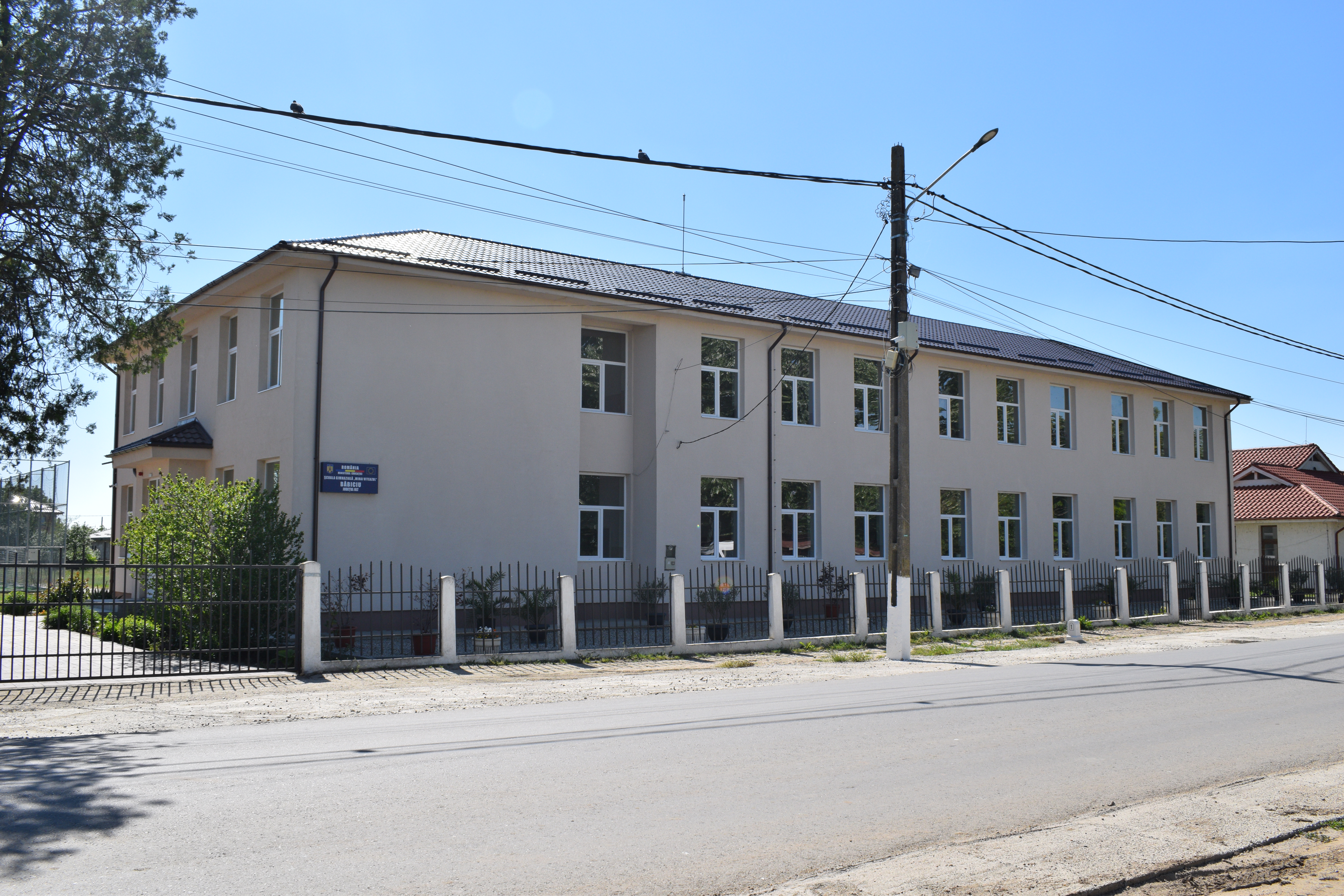
Școala Gimnazială "Mihai Viteazul" Băbiciu

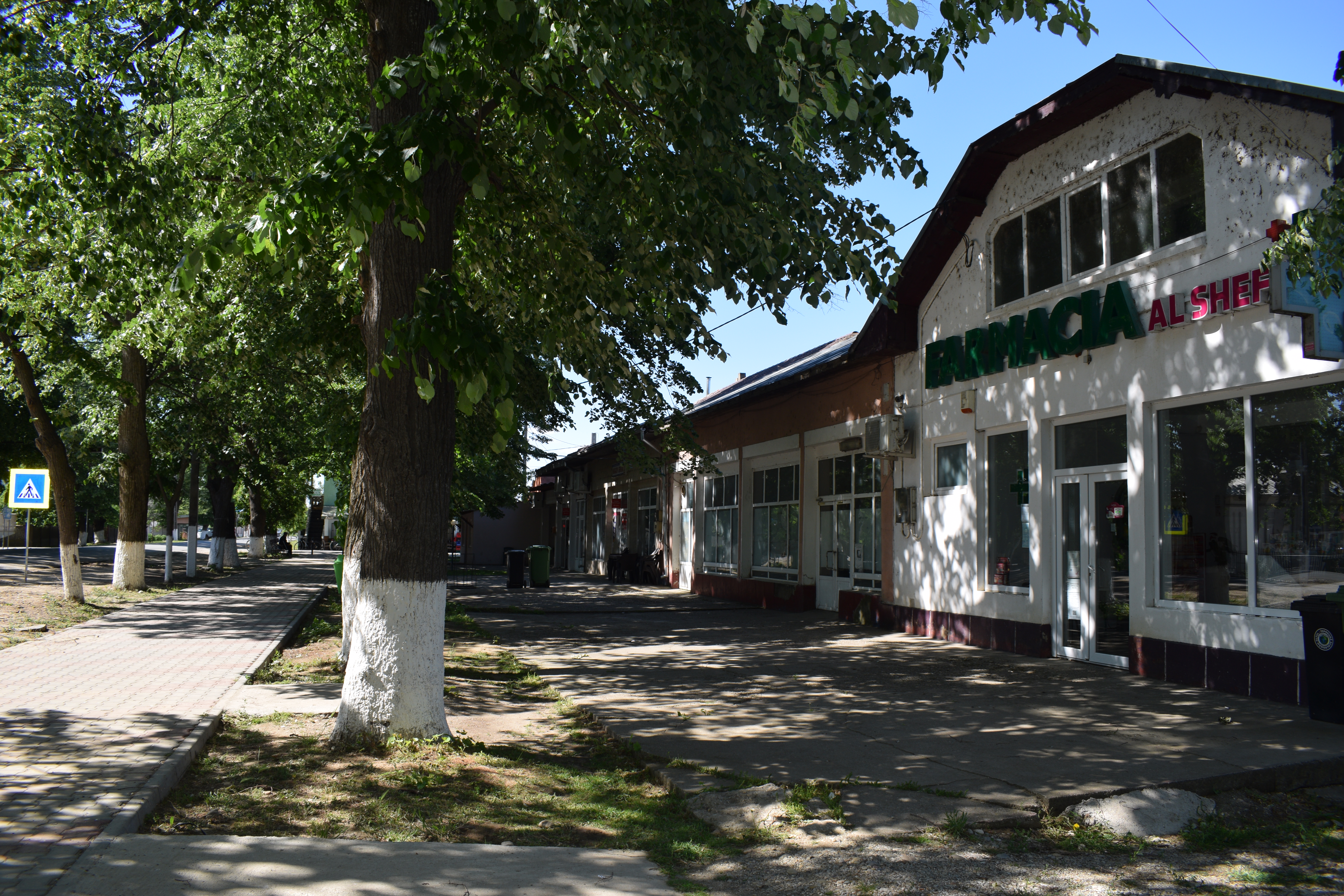
Centrul comunei Băbiciu (2025)

Din punct de vedere instituțional, comuna Babiciu dispune astăzi de infrastructura necesară unei comunități funcționale: două biserici, un centru medical, două farmacii, o spălătorie auto, o stație de carburanți, patru magazine alimentare, două baruri, o fitofarmacie, un magazin de piese agricole și un depozit de materiale de construcții. Comuna are în funcțiune și două cimitire, o capelă modernă destinată serviciilor religioase funerare, o unitate poștală, un sediu de poliție, precum și o firmă de pompe funebre care deservește localnicii în momentele delicate. Activitatea educativă este susținută de o școală modernă cu clasele I–VIII, o grădiniță și o bibliotecă ce găzduiește și un mic centru muzeal. În curtea școlii a fost amenajat și un teren sintetic de sport, care oferă condiții moderne pentru desfășurarea orelor de educație fizică și a activităților sportive extrașcolare. În plan financiar, funcționează o sucursală C.E.C. și banca populară locală. Căminul Cultural rămâne un punct central al vieții sociale și culturale. Acesta găzduiește nunți, botezuri și alte evenimente comunitare, fiind dotat cu sală de festivități și bucătărie.

## Demografie
Componența etnică a comunei Băbiciu
     Români (90,51%)
     Alte etnii (0,49%)
     Necunoscută (9%)
Componența confesională a comunei Băbiciu
     Ortodocși (90,13%)
     Alte religii (0,38%)
     Necunoscută (9,49%)
Conform recensământului efectuat în 2021, populația comunei Băbiciu se ridică la 1.844 de locuitori, în scădere față de recensământul anterior din 2011, când fuseseră înregistrați 2.084 de locuitori. Majoritatea locuitorilor sunt români (90,51%), iar pentru 9% nu se cunoaște apartenența etnică. Din punct de vedere confesional, majoritatea locuitorilor sunt ortodocși (90,13%), iar pentru 9,49% nu se cunoaște apartenența confesională.

## Politică și administrație
Comuna Băbiciu este administrată de un primar și un consiliu local compus din 11 consilieri. Primarul, Florea Negrilă[*], de la Partidul Social Democrat, este în funcție din 2012. Începând cu alegerile locale din 2024, consiliul local are următoarea componență pe partide politice:
|  | Partid                          | Consilieri | Componența Consiliului | Componența Consiliului | Componența Consiliului | Componența Consiliului | Componența Consiliului | Componența Consiliului | Componența Consiliului |
|  | ------------------------------- | ---------- | ---------------------- | ---------------------- | ---------------------- | ---------------------- | ---------------------- | ---------------------- | ---------------------- |
|  | Partidul Social Democrat        | 7          |                        |                        |                        |                        |                        |                        |                        |
|  | Partidul Național Liberal       | 3          |                        |                        |                        |                        |                        |                        |                        |
|  | Alianța pentru Unirea Românilor | 1          |                        |                        |                        |                        |                        |                        |                        |